# Trox coracinus
Trox coracinus is een keversoort uit de familie van de beenderknagers (Trogidae). De wetenschappelijke naam is gepubliceerd in 1788 door Gmelin.